# Augusto Chendi
Augusto Chendi MI (* 20. November 1958 in Schivenoglia, Provinz Mantua, Italien) ist ein römisch-katholischer Ordensgeistlicher.

## Leben
Augusto Chendi trat der Ordensgemeinschaft der Kamillianer bei und empfing 1984 das Sakrament der Priesterweihe.
Papst Benedikt XVI. ernannte ihn am 14. Juli 2011 zum Untersekretär des Päpstlichen Rates für die Pastoral im Krankendienst.